# Center Seula
Središče Seula (korejsko 서울 도심, 서울 도심부, 서울 시내), znano tudi kot osrednje poslovno okrožje Seula ali Sademun-An, je tradicionalno mestno središče in osrednje poslovno okrožje Seula, ki poteka skozi Gvanghvamun v okrožju Džongno in seulsko postajo v okrožju Džung vzdolž ulic Sedžong-dero in Džong-ro. Zaradi svojega častitljivega in edinstvenega geografskega položaja v Seulu se središče mesta običajno imenuje kar osrednje poslovno okrožje (Seul CBD) ali včasih poslovno okrožje Gvanghvamun zaradi znamenitosti Gvanghvamun v njegovem središču.

## Zgodovina in status

### Čoson
Seul se je v obdobju Čoson imenoval Hanjang (ali po uradnem imenu njegove upravne enote in oblasti Hansong-bu). Ker je bilo obzidano mesto, je prisotnost seulskega mestnega obzidja močno vplivala na namišljene geografije Seula, kot je Londonski zid, ki je obdajal Londinium. Seulsko mestno obzidje je Hansong-bu razdelilo na dve regiji; mestno središče, imenovano območje Song-džung (korejsko 성중; handža 城中) ali Dosong-an (korejsko 도성 안; dobesedno znotraj obzidja glavnega mesta), in obrobna območja, imenovana Songdžosimni (korejsko 성저십리; handža 城底十里), ki so bila obročasto območje 10 risov (korejskih milj) zunaj mestnega obzidja.:75
Seul je bil načrtovano glavno mesto dinastije Čoson kot geografska utelešenje konfucijanstva. Tudi mestna podoba središča mesta Hansong-bu je nastala s prilagodljivo kulturno difuzijo konfucijanstva. Po konfucijanskih klasikih bi morala gradnja prestolnice (도성; 都城) slediti več konfucijanskim načelom urbanističnega načrtovanja.:24–25 Na primer, Obredi Džova navajajo načelo '左祖右社 面朝後市' (korejsko 좌조우사 면조후시), kar pomeni 'Z glavno palačo v središču gre konfucijansko kraljevo svetišče prednikov (祖) na levo, oltar zemlje in žita (社) na desno, kabineti (朝) spredaj in tržnica (市) zadaj'. Po tem konfucijanskem navodilu sta bila Džongmjo in Sadžikdan postavljena na levo in desno od glavne palače Gjongbokgung. Prav tako je bil kabinet Šestih ministrstev, kabinet vlade Čosonov, postavljen tik pred glavnimi vrati Gjongbokgunga, Gvanghvamun. Vladne stavbe in uradne rezidence Šestih ministrstev so bile zgrajene na obeh straneh ceste tik pred Gvanghvamunom, cesta pa se je imenovala ulica Jokčo (육조거리; dobesedno Ulica Šestih ministrstev ali 주작대로; dobesedno Glavna ulica Rdeče ptice). Vendar Čosen niso mogli postaviti uradne tržnice za Gjongbokgung, ker je bila glavna palača Gjongbokgung zgrajena skoraj tik pred goro Bugaksan. Zato so se morali Čosoni izogniti navodilom Obredov Džova in zgraditi edino licencirano uradno tržnico v Seulu, Sidžon, vzdolž ulice Undžonga (zdaj ulica Džongno), ki je bila na jugovzhodni strani (sprednji strani) glavne palače.:96–100
Ta prilagojena urbanistična ureditev v zgodnjem obdobju Čosan je ustvarila neprekinjeno trgovsko območje v obliki osi vzhod-zahod okoli zvonika Džongak, ki se je začelo od južnega konca ulice Jokčo do vzhodnega konca Undžonge (ki je v bližini današnje pagode Vongaksa). Ta tradicionalna mestna krajina središča mesta Hanjang se še vedno ohranja tudi v današnjem Seulu, celo skozi dve veliki vojni (japonsko in Čing invazijo) v dinastiji Čoson, kolonialno upravljanje japonskega cesarstva in korejsko vojno po osvoboditvi. Vladni kompleks Seul vzdolž ulice Sedžong-dero (nekdanja ulica Jokčo) in sedeži največjih podjetij okoli Džongna so jasni primeri takšne častitljive zgodovine in tradicije.

### Korejsko cesarstvo
V času vladavine Korejskega cesarstva se je Seul imenoval Hvangsong (korejsko 황성; handža 皇城, kar pomeni 'Cesarsko mesto'). Strukturna modernizacija mestnega središča Hvangsonga se je začela v prvem desetletju Korejskega cesarstva, ko je to ohranilo politično avtonomijo. Na primer, od leta 1898 do 1904, ko je ohranil avtonomijo v državni upravi, sta bila v mestno podobo središča Seula prvič uvedena tramvaj (1899) in električna ulična razsvetljava (1900). Prav tako je prvi cesar Godžong preselil znaten del glavne palače iz Gjongbokgunga v Doksugung in uvedel sodoben železniški promet.:304–307 Te reforme so privedle do strateške širitve cest, ki povezujejo Gjongbokgung, Doksugung in seulsko postajo, s čimer je v središču Seula nastala še ena pomembna mestna podoba kot oblika osi sever-jug.:75–76
Vendar pa je Korejsko cesarstvo po podpisu pogodbe leta 1905 izgubilo znatno avtonomijo in so japonski kolonialni uradniki začeli obnovo mestnih območij. Prostorska reorganizacija v tem zgodnjem kolonialnem obdobju je bila usmerjena v podreditev kraljeve vlade Korejskega cesarstva in krepitev avtoritete kolonialne vlade. Med pomembnejšimi strogimi reformami v tem obdobju so prenova kraljevih palač v javne parke in živalski vrt ter posodobitev mestnih cest.

### Kolonialna Koreja pod japonsko oblastjo
Čeprav je območje središča Seula znotraj mestnega obzidja približno 600 let v času dinastije Čoson in Korejskega cesarstva ohranjalo enotno integrirano urbano sfero, je japonski generalni vladni urad za kolonialno Korejo leta 1943 razdelil središče mesta Keidžō na dve sodobni upravni enoti; okrožje Džongno in okrožje Džung. Ta nenadna delitev pojasnjuje, zakaj je predmoderno zgodovino okrožja Džongno in okrožja Džung težko razložiti ločeno.
Na nenadno delitev urbane strukture središča Seula s strani japonske kolonialne oblasti je vplivala etnična porazdelitev znotraj območja. V zgodnjih obdobjih kolonialne Koreje je večina Japoncev živela južno od potoka Čongječon, znotraj mestnega obzidja, na območju, ki so ga Korejci poimenovali Namčon (남촌; dobesedno 'južna vas'), v primerjavi z Bukčonom (북촌; dobesedno 'severna vas'), kjer je živela večina vplivnih Korejcev. Čeprav se je dejanska geografska disociacija med Japonci in Korejci sčasoma blažila, je ta geografski stereotip kasneje spodbudil lokalno vlado okrožja Keidžō-fu, da je območje središča Seula razdelila na okrožja Džongno in Džung, glede na naravno mejo Čongječona. Večina vplivnih gospodarskih institucij Keidžō je bila na novo zgrajena južno od Čongječona, znanih celo pod sedanjima imenoma Mjong-dong in Sogong-dong. Ključni primeri teh stavb so Bank of Chōsen in pošta Keidžō. Nasprotno pa so domači Korejci živeli v relativni bedi v Bukčonu, območju severno od Čongječona. Znano mesto hanok v četrti Bukčon Hanok, ki je nastalo med letoma 1910 in 1930 v kolonialnem obdobju, je eden od simboličnih prostorov, ki prikazuje takšno etnično nesorazmerje znotraj sodobnega Keidžoja.:66–68
Vendar je izjemno, da rekonstrukcija Keidžoja s strani kolonialne vlade ni bila zgolj posledica interesov Japoncev, ki živijo v kolonialni Koreji, saj si je kolonialna vlada iskreno želela asimilirati celotno geografsko kulturno krajino Čosena pod sodobni japonski vpliv. Medtem ko so Japonci v Keidžoju zahtevali rekonstrukcijo mesta, ki bi bila osredotočena na njihovo glavno stanovanjsko območje ob 'Honmači' (zdaj Čungmu-ro), si je kolonialna vlada namerno prizadevala za absorpcijo ikoničnih korejskih prostorov zunaj Honmačija v posodobljeno japonsko arhitekturo. Jasen primer namere Čōsonove kolonialne vlade je gradnja stavbe generalne vlade Čōsen, zgrajene tik pred Gjongbokgungom, ki je severni del Čongječona. Ta stavba, zgrajena med letoma 1912 in 1926, je bila neposredno usmerjena v reorganizacijo tradicionalnega integriranega mestnega središča od glavne palače Gjongbokgung do vladnih stavb šestih ministrstev okoli ulice Jokčo.

### Južna Koreja

#### 1950-ta in 1960-ta leta: Osvoboditev in korejska vojna
Čeprav je japonska kolonialna vlada namerno razdelila središče mesta Keidžō na okrožje Džongno in okrožje Džung, je njegova 600 let stara prostorska integracija kot Dosong-an še vedno zahtevala širok izraz, ki bi zajemal dve upravni delitvi skupaj. Med korejsko vojno, tragično državljansko vojno, ki jo je pet let po osvoboditvi Koreje sprožil Kim Il Sung, je ameriška vojska, poslana v Korejo, to območje začela imenovati središče Seula.
Na srečo so se, čeprav so nekateri dongi (korejska enota soseske) utrpeli veliko uničenje, večja območja središča Seula med korejsko vojno izognila bombardiranju. Osem sosesk (med približno 400 soseskami) je bilo zaradi hudega uničenja med vojno prenovljenih v sodobne mestne bloke z mrežo. Mjong-dong je ena takšnih sosesk. Nekdanji vodja južnokorejske delegacije na Japonskem leta 1950, Kim Jong-džu (金龍周), trdi, da je bil on tisti, ki je generalu McArthurju na SCAP na Japonskem svetoval, naj ne bombardira večjih območij v središču Seula.:92–95
Ker je središče Seula preživelo hudo bombardiranje med korejsko vojno, so se njegova dragocena zgodovinska najdišča, kot sta Gjongbokgung in Čongmjo, lahko ohranila kot kulturna dediščina. Vendar je to pomenilo tudi, da so se celo močno zastarela stara mesta zunaj japonske modernizacije ohranila do sodobne Južne Koreje. Ta pretirano dolga zgodovina starega mestnega jedra središča Seula je v 1950-ih odvračala od urbane regeneracije, saj je ostalo preveč deležnikov, kar je povzročilo tragedijo protiskupnega. Prelomnica za urbano prenovo je nastala, ko je ameriški predsednik Lyndon B. Johnson v 1960-ih obiskal Seul. Korejci so bili razburjeni, ko je bilo njihovo tradicionalno središče mesta Seul na tujih televizijskih zaslonih projicirano kot zastarelo staro mestno jedro, in to javno nezadovoljstvo je spodbudilo prenovo središča Seula kot nacionalno pobudo. Od 1960-ih je bilo sprejetih več zakonov za urbano prenovo, s katerimi so želeli premagati hudo tragedijo antikomunalnega gospodarstva, vključno z močnimi institucijami, kot je odvzem lastnine s strani določenih zasebnih razvijalcev. Ker pa je bila Južna Koreja v 1960-ih še vedno država v vzponu in razvoju, program prenove središča Seula ni mogel pritegniti dovolj sredstev.:111–112

#### 70. in 80. leta: Urbana prenova in decentralizacija
Urbana prenova se je zgodila v 1970-ih in 1980-ih letih, ko se je Južna Koreja dovolj razvila, da je privabila kapitalske naložbe za tak program. Navdušeno nacionalno vzdušje priprav na Azijske igre leta 1986 in Poletne olimpijske igre 1988 je ponudilo priložnosti za vlagatelje. V tem obdobju je bilo v mestni krajini središča Seula zgrajenih veliko pomembnih poslovnih in hotelskih stavb, kot so hotel Koreana (zgrajen leta 1971 ob ulici Taepjong-ro), sedež skupine Daewoo (zgrajen leta 1977 ob ulici Toegje-ro) in sedež zavarovalnice Kyobo Life Insurance Company (zgrajen leta 1980 ob ulici Sedžong-ro).
Prednostni cilj urbane prenove v tem obdobju je bil preoblikovanje središča Seula iz neorganizirane mešanice stanovanjskih in poslovnih sosesk v homogeno osrednje poslovno okrožje. Zato je bil eden glavnih ciljev odvračanje prebivalstva od naselij v središču Seula. Simbolična premestitev prestižnih srednjih šol (npr. srednje šole Kjunggi in Vhimon) iz središča Seula v regijo Gangnam je bila simboličen projekt za dosego tega cilja. Nacionalna vlada je močno podprla takšen projekt selitve s svežnjem politik, imenovanih »Izenačevalna politika za srednje šole« (고등학교 평준화 정책). V skladu s to politiko je bil ukinjen sprejemni izpit za srednjo šolo in uveden sistem loterije za vpis. Vendar so obstajale omejitve glede možnosti sodelovanja v tej loteriji; diplomanti osnovnih šol so se lahko prijavili za vpis v srednje šole le v bližini svojih domov.[14]: 222  Te politike so spodbudile navdušene korejske starše, ki so želeli, da bi se njihovi otroci vpisali v priznane srednje šole z občinsko loterijo, da so se preselili v regijo Gangnam, s čimer so se zmanjšali povpraševanje po stanovanjih v središču Seula. Ta projekt je sčasoma zagotovil tudi prazen prostor, ki je bil na voljo za komercialni razvoj, ki so ga zapustile preseljene srednje šole. Skupni prostor, ustvarjen s tem projektom, je bil približno 27 hektarjev, večino parcel pa so zapolnile visoke poslovne stavbe. Na primer, prazno zemljišče, ki ga je pustila srednja šola Vhimon v okrožju Džongno, je bilo leta 1986 preurejeno v sedež skupine Hyundai.
Omeniti velja, da je vladna prenova celotnega Seula v 1970-ih in 1980-ih letih, čeprav je bila namenjena decentralizaciji neprekosljive funkcije osrednjega poslovnega okrožja središča Seula v Gangnam in Jouido, nenehno rasla kot poslovno okrožje, saj je bila edino in najdlje uveljavljeno mestno središče Seula. Ta nadaljnja gospodarska rast središča Seula se pogosto pojasnjuje s tem, da je bilo to edino mesto, ki je lahko zadovoljilo neposredne stike med tradicionalnimi vladnimi in gospodarskimi elitami v Seulu.:292–294 Osrednje regije v središču Seula, kot sta Mjong-dong v okrožju Džung in Džongno-dong v okrožju Džongno, so še danes najvišji osrednji del Seula.

### 90. in 00. leta: Preporod stare duše Seula
Obnovljen leta 2004, obdan z visokimi poslovnimi stavbami na obeh straneh, stoji kot okolju prijazen linearni park ob potoku med okrožjema Džongno in Džung. Čongječon je duša središča Seula 21. stoletja.
Središče Seula je konec 20. stoletja doživelo očitne spremembe v svoji funkciji, kot je bilo načrtovano s politikami urbane obnove v 1970-ih in 1980-ih letih. Politika decentralizacije, sprejeta v tistem času, je uspešno zatrla veliko povpraševanje po bivanju v središču mesta, tako da se je središče Seula uspešno spremenilo iz mešanice predmodernega stanovanjskega in poslovnega območja v relativno homogeno osrednje poslovno okrožje. Na primer, število prebivalcev se je še naprej dramatično zmanjševalo. Število prebivalcev okrožja Džongno je bilo leta 1985 265.342. Leta 2005 se je zmanjšalo na 154.043, kar je približno 42-odstotni upad. Enako se je zgodilo v okrožju Džung, saj se je število stavb zmanjšalo z 208.085 leta 1985 na 126.679 leta 2005. Politični ukrepi so v 1990-ih letih, ko zakon o omejitvi višine ni bil tako strog kot danes, še naprej spodbujali ponudbo velikih poslovnih stavb. Med pomembnejše primere poslovnih stavb, zgrajenih v tem obdobju, spadata stavba SK [ko] za skupino SK (zgrajena leta 1999) in stolp Džongno za skupino Samsung (zgrajen leta 1999).
Vendar pa je bila v središču Seula na začetku 21. stoletja zahteva po temeljnejših spremembah. Eden od teh ključnih zagonov je prišel iz vse večjega svetovnega priznanja korejske kulture v 1990-ih letih. Džongmjo in Čangdokgung, oba v okrožju Džongno in uvrščena na seznam svetovne dediščine UNESCO v poznih 1990-ih, sta jasna primera takšnih priznanj, kar kaže na to, da je Južna Koreja postajala svetovno priljubljena turistična destinacija. To spreminjajoče se okolje je spodbudilo družbeno povpraševanje po razvoju turizma v središču Seula z odkrivanjem kulturne zapuščine. Obnova slikovite pokrajine gore Namsan z rušenjem neurejenih kupov stavb okoli nje in obnova kulturne pokrajine Gjongbokgung z razstavljanjem stavbe generalne vlade Čosen pred njo sta dva simbolična projekta, ki sta bila izvedena za ponovno odkrivanje kulturnih znamenitosti središča Seula v 1990-ih letih. Potok Čeongječon, dokončan leta 2005, je še en edinstven primer projektov ponovnega odkrivanja znamenitosti središča Seula. Zgodovinski potok je bil v 1950-ih blokiran, v 1970-ih pa je tekel pod nadvozi. Obnova takšnega tradicionalnega potoka v središču mesta je bil pravi projekt za župana Lee Mjung-baka, ki si je prizadeval za lastno župansko zapuščino z okolju prijaznim duhom. Potem ko so nadvoze porušili in plovno pot ponovno odprli, je Čeongječon postal znana turistična atrakcija, izboljšala pa se je tudi kakovost zraka v bližini.

## Načrtovanje, meja in označba
- Obseg prenove mestnega središča Seula leta 1987
- Upravna meja mestnega središča Seula med letoma 2000 in 2015
- Meja mestnega središča Seula leta 2016

Tako kot ameriški izraz Lower Manhattan kot ime kraja tudi angleški izraz Downtown Seoul in njegov ustrezni korejski izraz Seoul Dosim (서울 도심; 서울 都心) nimata trdne meje v javni rabi, saj nista fiksna upravna delitev, temveč spremenljiva izraza v skladu s spreminjajočimi se urbanističnimi načrti, ki se nanašata predvsem na več območij, vključno z Gvanghvamunom v okrožju Džongno in Mjong-dongom v okrožju Džung. Eden od razlogov izhaja iz različnih denotacij korejske besede dosim (도심; 都心) (ali njenega angleškega prevoda downtown - center), ker se beseda včasih obravnava zgolj kot denotativni pomen »znotraj mesta«, kar je združljivo z drugo korejsko besedo sinae (시내; 市內; dobesedno znotraj mesta). Kljub občasnim zlorabam pa je gotovo, da imata tako center Seoul kot 서울 도심 primarni pomen krajevnega imena, ki se nanaša na območja znotraj seulskega mestnega obzidja v širšem smislu ali območja okoli seulske mestne hiše v omejenem smislu.
Drug pomemben razlog za spremenljivost izraza v družbeni rabi izhaja iz dolgotrajnega pomanjkanja uradnega prostorskega načrta, ki bi določal natančno mejo središča Seula do 2000-ih. Zgodnje faze sodobnega urbanističnega načrtovanja v središču Seula niso izhajale iz prostorskega načrta, ki bi bil posebej usmerjen na središče mesta, temveč kot del uvedbe strogih zakonov o omejitvi višine v celotnem mestu, ki se je začela v 1960-ih. V tej zgodnji fazi je imelo urbanistično načrtovanje v središču Seula dva dosledna, a včasih nasprotujoča si cilja: preoblikovanje starih mest z nizko gostoto v posodobljena poslovna okrožja z visoko gostoto, hkrati pa omejevanje končnega učinka takšne prenove, da bi zatrli prekomerno urbanizacijo. Obseg središča Seula leta 2000 je bil določen v relativno ozkem smislu v okviru teh agend, ki se običajno nanašajo na območja, obdana s šestimi glavnimi cestami: Sadžik-ro in Julgok-ro na severu, Tegje-ro na jugu, Dasan-ro in Vangsan-ro na vzhodu ter Tongil-ro na zahodu. Ker se ta upravna meja leta 2000 (glej sliko 2 na desni) ni natančno ujemala z nobeno mejo obstoječih upravnih okrožij, je bilo težko izračunati, koliko ljudi živi v središču Seula. Seulska metropolitanska vlada je torej kot približek za oceno približnega števila ljudi, ki so živeli v središču Seula med letoma 2000 in 2015, uporabila naslednjih devet upravnih dongov: Gjonam, Sadžik, Džongno 1, 2, 3, 4-ga in Džongno 5, 6 ga-dong v okrožju Džongno ter Gvanghui, Mjong, Sogong, Euldžiro 3, 4, 5-ga in Hoehjon-dong v okrožju Džung.